# Арфа

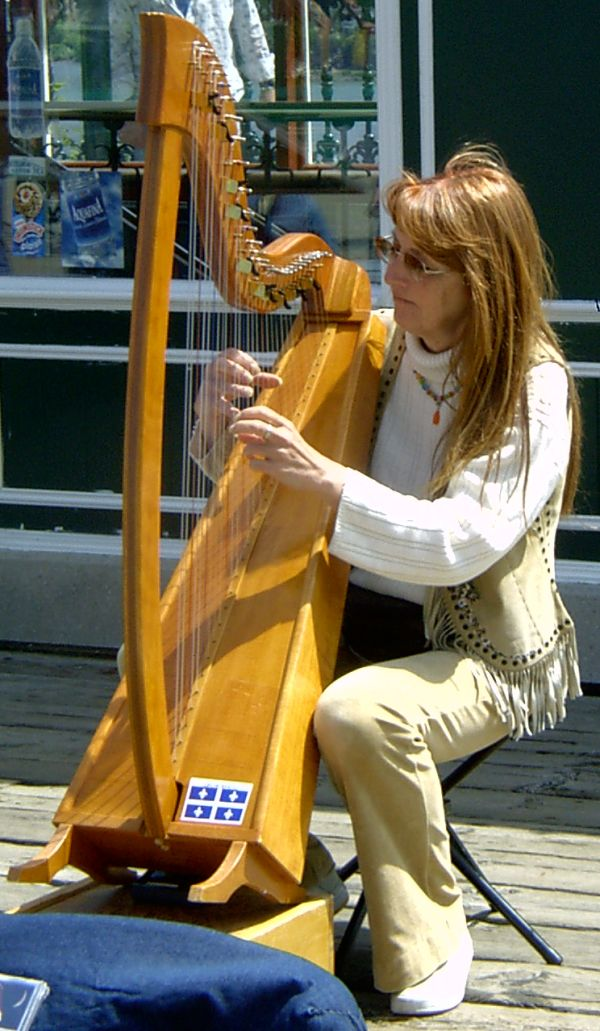
Арфа

А́рфа, іноді га́рфа (англ. Harp) — щипковий струнний музичний інструмент з вертикально натягнутими струнами на дерев'яній рамі, зазвичай трикутної форми. Концертна арфа — великий музичний інструмент, підтримується рукою. Має до 47 струн і 7 педалей, встановлених знизу для зміни висоти звуку. Струни арфи настроєні за до-бемоль-мажорним звукорядом (ces-des-es-fes-ges-as-b). Кожна з семи педалей підвищує стрій відповідної їй струни на півтону або на цілий тон.
Цей інструмент отримав величезну популярність в Європі в епоху середньовіччя та епоху Відродження, де почали виникати різні форми інструменти і способи виготовлення, а також знайшла особливу популярність у Латинській Америці.
Арфа здавна відома в Україні. На одній з фресок Софійського собору в Києві збереглося зображення арфи XI століття. У навчальних закладах України є класи арфи. Концерт для арфи написав український композитор А. Й. Кос-Анатольський. Збірник п'єс для арфи українських композиторів видано у Львові в 1958 році.

## Походження

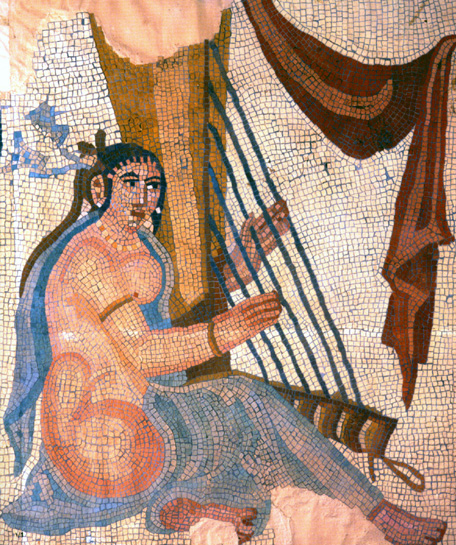
Арфа часів держави Сасанідів в м. Бішапур

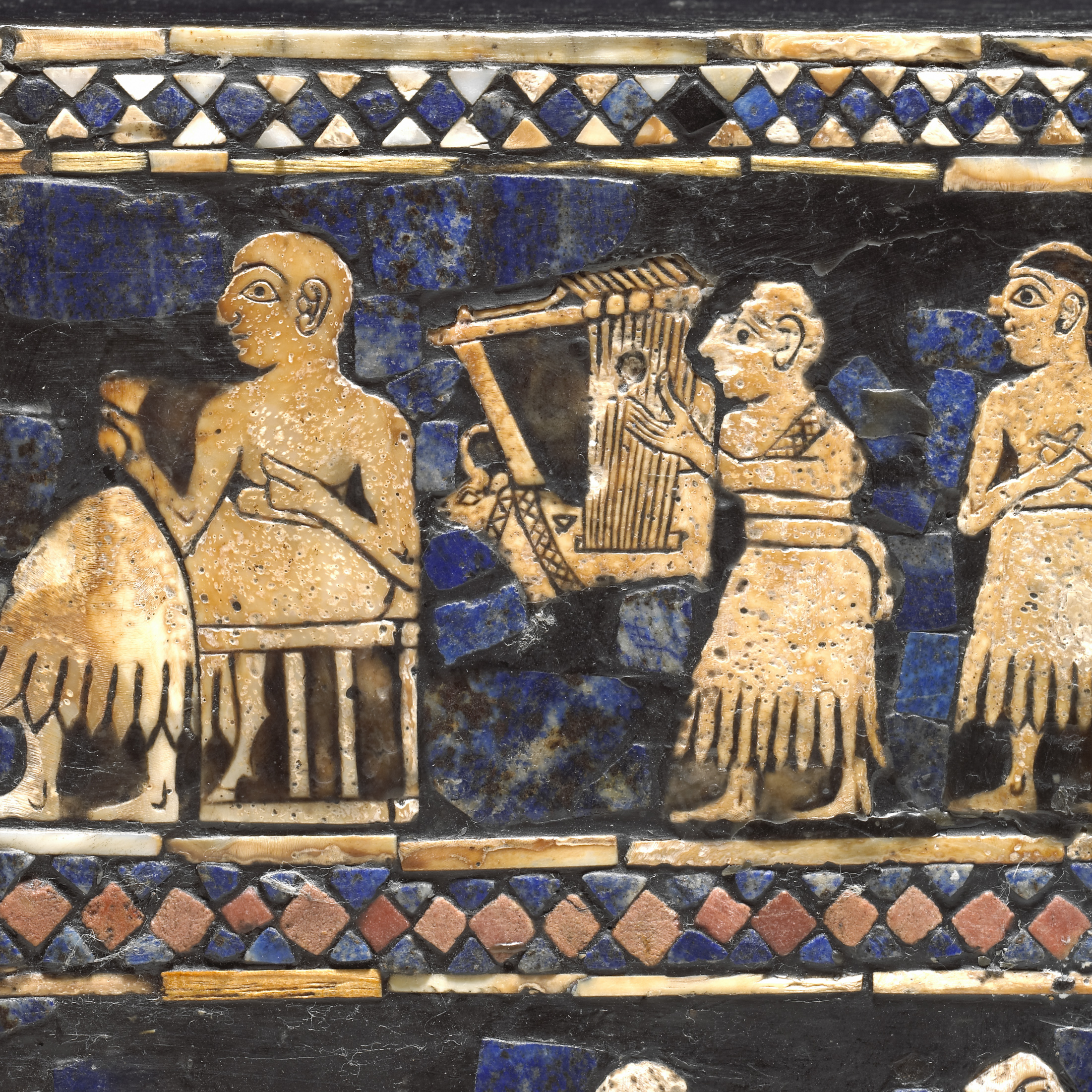
Ліра з міста Ур

### Близький Схід
Найперші арфи і ліри були знайдені в Шумерів, 3500 р. д.н. е., та декілька арф було знайдено в захороненнях і королівських гробницях в стародавньому місті Ур. Найстаріші зображення арф, без передньої опори можна побачити в районах, що відносяться до Близького Сходу, на розписаних стінах могил Стародавнього Єгипту в долині Нілу, що датуються 3000 р до н. е. На цих розписах зображено інструмент, який дуже схожий на лук мисливця, без додаткової опори, що зараз є в сучасних арфах.
Близько 1900 до н. е. арфи арочної форми в Іраку і Ірані були замінені трикутними арфами, що мали вертикальний і горизонтальний резонаторний ящик. До початку нашої ери, «міцні, вертикальні, кутові арфи», стали переважними в елліністичному світі, та високо цінилися в сасайському дворі. В останньому столітті Сасайського періоду, кутові арфи були перероблені, їх намагалися зробити якомога легшими («легкі, вертикальні, кутові арфи»); в той час стали більш вишуканими, але і втратили свою структурну жорсткість.

### Південна Азія
У тамільських літературних творах Сангам описана стародавня арфа та її різновиди, ще в 200 до н. е. Різні варіанти виконання описували інструменти, що мали від 14 до 17 струн, який використовували мандрівні мінстрелі для акомпанементу.

### Східна Азія
Арфи були популярні в стародавньому Китаї і сусідніх регіонах, хоча в сучасні дні арфи в східній Азії майже зникли. Китайська арфа konghou була описана в згадках період весен і осеней (770—476 до н. е.), і зникла під час правління династії Мін (1368—1644 н. е.). Подібна арфа, що називалася gonghu була музичним інструментом у стародавній Кореї, і згадується ще за часів періоду Когурьо (37 до н. е. —  686 н. е.).